# 万葉倶楽部
万葉倶楽部株式会社（まんようくらぶ、英文名称：MANYO CLUB CO.,LTD.）は、温泉施設・損害保険代理業・旅館業などを運営する神奈川県小田原市の企業である。日本全国に日帰り・宿泊温泉施設を展開している。代表取締役会長は高橋弘、代表取締役社長は高橋理。
現在の万葉倶楽部株式会社は、2012年7月にジャンボーホールディングス株式会社と (旧) 万葉倶楽部株式会社を合併して設立した。

## 概要
日本ジャンボー株式会社が100%出資する子会社として1997年2月3日に設立し、「東京・湯河原温泉 万葉の湯」が開業した同年4月21日に創業。主力事業は日帰りおよび宿泊温泉施設の運営で、写真の現像などを手がける日本ジャンボーは、事業拡大を見込み他業種へ新規参入した。
温泉施設「万葉の湯」および「万葉倶楽部」を北海道地方、関東地方、東海地方、近畿地方、九州地方に展開している。

## 沿革
- 1997年（平成9年）
  - 2月3日 - 日本ジャンボー株式会社が100%出資する子会社として、資本金9,800万円で設立。
  - 4月21日 - 東京都町田市に「東京・湯河原温泉 万葉の湯」（1号館）を開業。
- 2001年（平成13年）
  - 1月1日 - 神奈川県小田原市に「小田原・お堀端 万葉の湯」（2号館）を開業[注 1]。
  - 7月18日 - 福岡市に「博多 由布院・武雄温泉 万葉の湯」（3号館）を開業。
- 2002年（平成14年）1月14日 - 北海道石狩郡当別町に土地と建物を購入して「北海道・ふとみ銘泉 万葉の湯」（4号館）を開業。
- 2003年（平成15年）
  - 9月20日 - 神奈川県秦野市に「はだの万葉倶楽部」（5号館）を開業。
  - 10月16日 - 北海道旭川市高砂台に土地と建物を購入して「旭川高砂台 万葉の湯」（6号館）を開業。
  - 11月14日 - ぐるめ倶楽部株式会社を資本金9,800万円で設立。
- 2004年（平成16年）3月1日 - 静岡県沼津市に「沼津・湯河原温泉 万葉の湯」（7号館）を開業。
- 2005年（平成17年）6月25日 - 横浜市中区のみなとみらい地区（新港11-3街区）に「横浜みなとみらい 万葉倶楽部」（8号館）を開業。タカハシ計画有限会社から源泉と温泉ターミナルを購入。
- 2010年（平成22年）7月23日 - 神戸市に「神戸ハーバーランド温泉 万葉倶楽部」（9号館）を開業。
- 2011年（平成23年）
  - 4月20日 - 国道16号拡張工事に伴い閉鎖し、建物の全面建て替えを行っていた「東京・湯河原温泉 万葉の湯」が再開業。
  - 7月15日 - 新千歳空港国内線ターミナルビル内にフランチャイズで「新千歳空港温泉 万葉の湯」（10号館）を開業。
- 2012年（平成24年）
  - 7月 - ジャンボーホールディングス株式会社と (旧) 万葉倶楽部株式会社が合併して、現在の万葉倶楽部株式会社となる。
  - 12月 - 高橋理が当社の社長に就任。
- 2014年（平成26年）4月 - 「新千歳空港温泉 万葉の湯」のフランチャイズ契約を解消。
- 2016年（平成28年）
  - 3月4日 - 東京都江東区の豊洲市場千客万来施設事業の事業予定者として、東京都から決定を受ける（後節参照）。
  - 12月27日 - 小田原駅東口お城通り地区再開発事業広域交流施設ゾーン整備事業の優先交渉権者として、小田原市から決定を受ける（後節参照）。
- 2017年（平成29年）12月 - ホテル京都エミナースを取得[5]。万葉倶楽部ホテルオペレーションズ株式会社を設立。
- 2020年（令和2年）12月4日 - 小田原駅東口に複合商業施設「ミナカ小田原」を開業。施設内に温泉旅館「天成園 小田原駅 別館」も開業。
- 2024年（令和6年）2月1日 - 豊洲市場に併設する商業施設「豊洲 千客万来」を開業。施設内温浴棟に「東京豊洲 万葉倶楽部」も開業。

## 万葉の湯・万葉倶楽部
各館の営業時間は主に午前10時起点の24時間営業で、一部は午前10時から午前9時まで23時間営業である。深夜3時以降は深夜料金を要するが、翌日9時以降も一時間ごとの追加料金で最大2日間まで滞在可能である。早朝入館は料金が安価に設定されている。多くは源泉の湯をタンクローリーで輸送する「運び湯」方式で、日帰り入浴や無料休憩場所に加え、別料金で宿泊設備、個室、家族風呂などを設ける施設も多い。
北海道地方
北海道 ふとみ銘泉 万葉の湯
北海道石狩郡当別町太美町1695に位置する。
旭川高砂台 万葉の湯
北海道旭川市高砂台1丁目1-52に位置する。二股ラヂウム温泉の湯を使用。
関東地方
東京豊洲 万葉倶楽部
東京都江東区豊洲6丁目5番1号に位置する。2024年2月に豊洲市場隣接「豊洲 千客万来」内（温浴棟）で開業。湯河原温泉および箱根湯本温泉の湯を使用。
東京・湯河原温泉 万葉の湯
東京都町田市鶴間7-3-1に位置する。2011年4月に新規改築して再開業した。
横浜みなとみらい 万葉倶楽部
神奈川県横浜市中区新港2-7-1に位置する。湯河原温泉および熱海温泉の湯を使用。
はだの・湯河原温泉 万葉の湯
神奈川県秦野市河原町2-54に位置する。
小田原お堀端 万葉の湯
神奈川県小田原市栄町1-5-14に位置する。湯河原温泉の湯を使用。
東海地方
沼津・湯河原温泉 万葉の湯
静岡県沼津市岡宮1208-1（沼津ぐるめ街道沿い）に位置する。建物1階は「沼津ぐるめ街道の駅 竜宮海鮮市場」。
近畿地方
神戸ハーバーランド温泉 万葉倶楽部
兵庫県神戸市中央区東川崎町1-8-1 プロメナ神戸7–16Fに位置する。さとわき湧玉の湯（里脇ファームランドに湧く温泉）を使用。

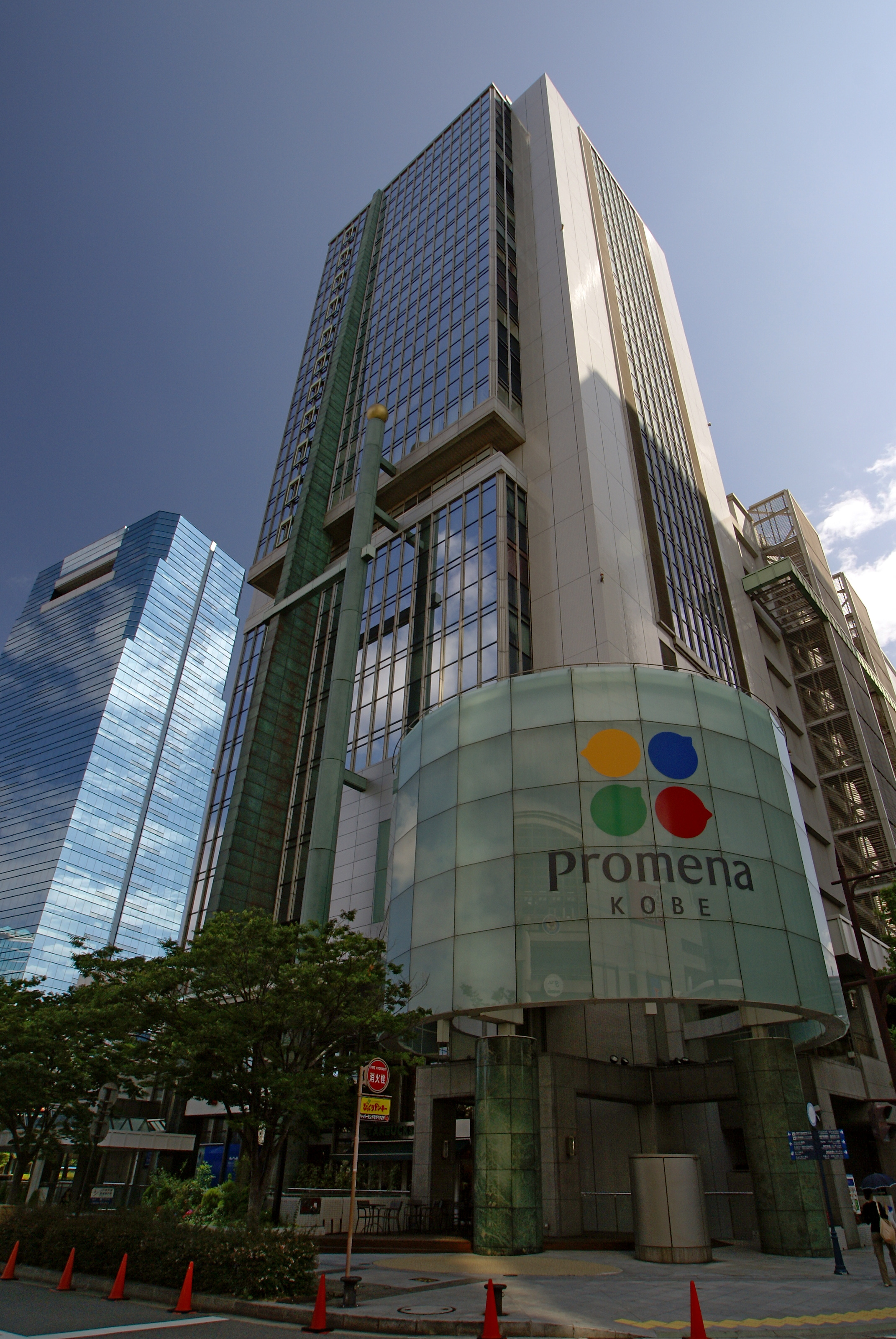
神戸ハーバーランド温泉が入居するプロメナ神戸
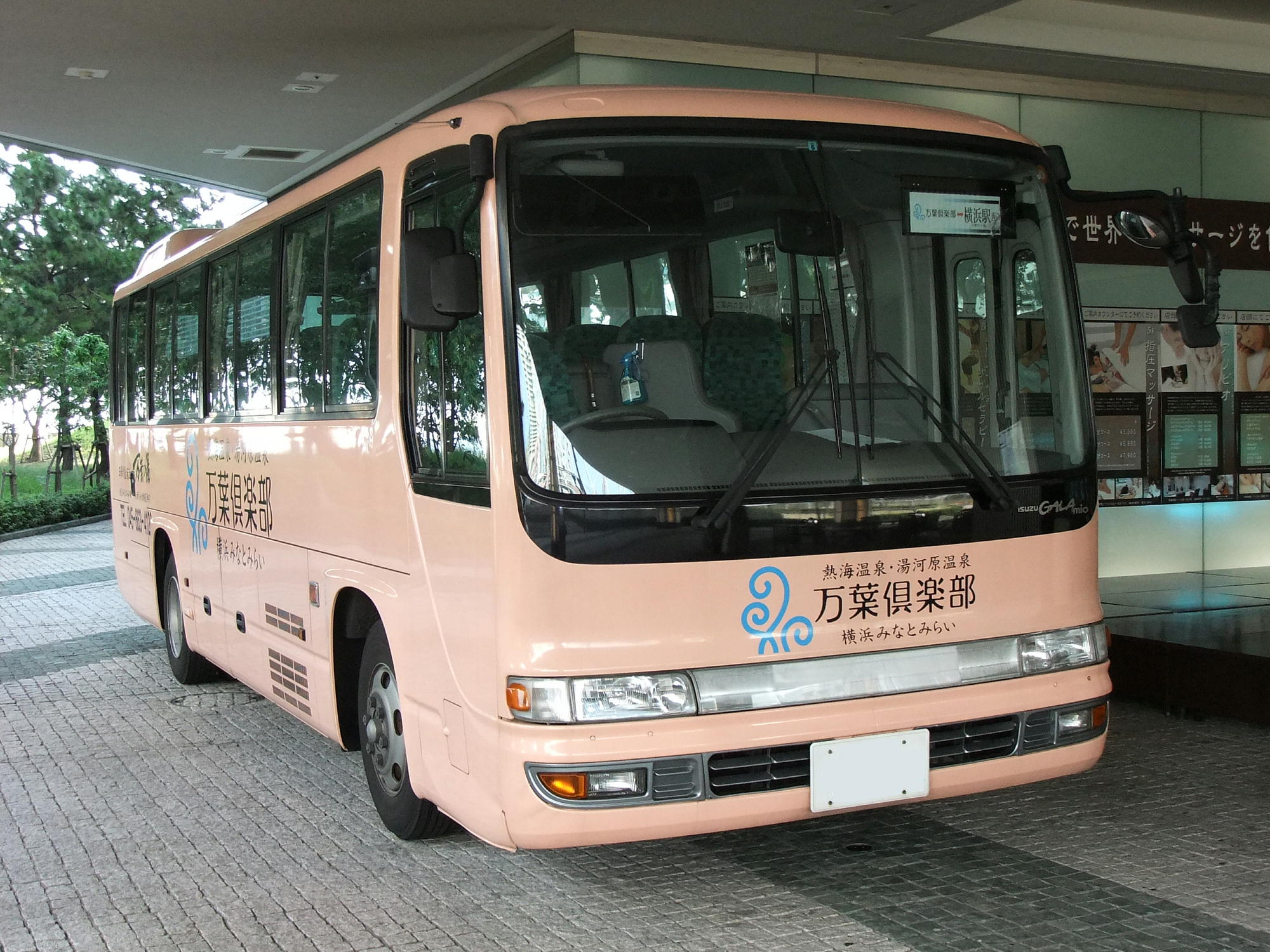
横浜みなとみらい万葉倶楽部の無料送迎バス
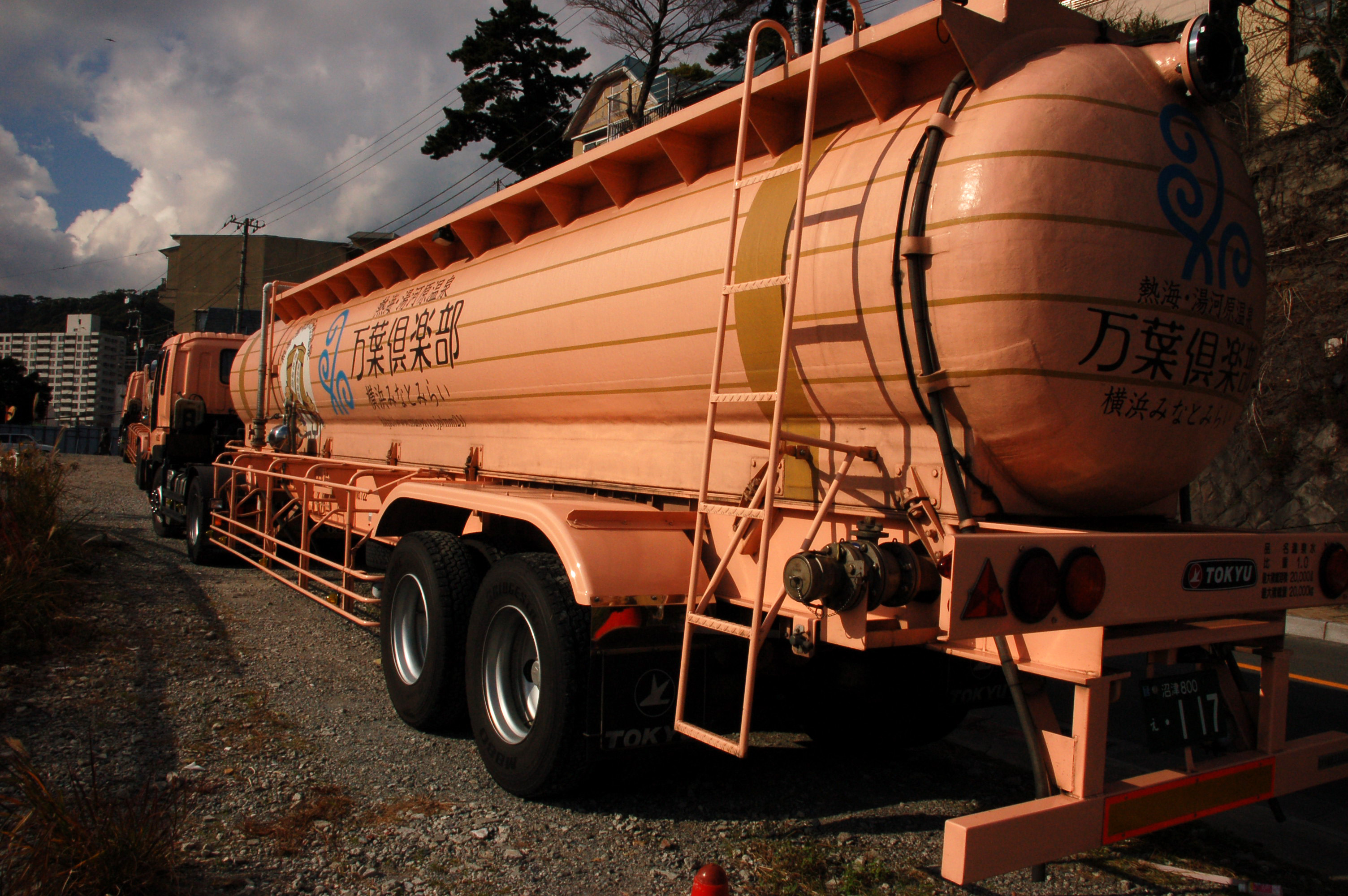
横浜みなとみらい万葉倶楽部に温泉を運ぶタンクローリー

## 万葉グループ施設
グループでは旅館やホテルなどを買収し、下記施設を営業している。以前はこれらの施設を「万葉たび倶楽部」と称していた。
- 箱根湯本温泉 天成園
  - 小田原駅東口の複合商業施設「ミナカ小田原」内に「小田原駅 別館」がある。
- ニューウェルシティ湯河原
- 熱海温泉 昭和倶楽部
- 熱海温泉 ホテル・サンミ倶楽部（旧：熱海ホテルサン三橋[注 2]）
- 伊豆長岡温泉 ニュー八景園
- ホテル京都エミナース

## その他の運営施設
- 沼津ぐるめ街道の駅 竜宮海鮮市場 - 「沼津・湯河原温泉 万葉の湯」1階に併設。

## 過去に運営した施設
- スパ・リゾート リバティ（旧：天然温泉 千亀利の湯 クアオルトリバティー 泉州健康センター） - 大阪府岸和田市並松町25-17に位置していた。1988年3月開業、2012年2月29日閉館。
- 新千歳空港温泉 万葉の湯 - 北海道千歳市美々987-22（新千歳空港国内線ターミナルビル4–6F）に位置する。フランチャイズ店として2011年7月15日に開業して2014年4月末にフランチャイズ契約を解消したが、以降も「新千歳空港温泉」として営業している。
- 焼津・ホテル三景園 - 2014年8月に閉館し、2015年10月に函館市に本社を置く有限会社ホテルテトラが「ホテルテトラリゾート静岡やいづ」として改装後に新規開業している[8]。
- 博多 由布院・武雄温泉 万葉の湯 - 福岡県福岡市博多区。2001年7月にそれまでのリコランドから改装開業。由布院温泉および武雄温泉の湯を使用。2024年8月28日営業終了。施設はユーコーラッキーグループに売却され、今後の処遇は未定。

## 開発事業

### 豊洲市場千客万来施設事業「豊洲江戸前市場」
築地から移転する豊洲市場の「千客万来施設事業（6街区）」予定者として、当社を代表企業とする「チーム豊洲江戸前市場」が2016年3月4日に東京都から決定を受けた。
豊洲市場6街区の約1.1ヘクタール (ha) を事業用定期借地権として50年間、月額721万円で借り受け、飲食や物販など200店前後からなる「商業ゾーン」と24時間営業の日帰り温泉施設及び宿泊施設で構成される「温泉・ホテルゾーン」を整備して運営し、総投資額約180億円で年間集客数200万人弱を見込んでいる。
2016年3月時点で、商業ゾーンは2018年8月、温泉・ホテルゾーンは2019年8月にそれぞれ開業を予定していたが、2016年9月に豊洲市場の諸問題を鑑みる都から整備設計の一時中止要請があり、2017年1月に着工延期を決定した。
2017年6月に、小池百合子都知事が築地市場を再整備して物流と食の観光拠点とすることを発表すると、当社は不採算を理由に撤退の意向を東京都に伝えたが、その後の交渉により、2018年8月には2020年10月着工、2022年12月完成および2023年春の開業を目指すことで合意した。しかし、当社はコロナ禍の影響などを理由として開業が遅れる可能性を示し、最終的に約1年遅れて2024年2月1日に開業を迎えた。
当施設開業までの暫定施設として、近接する5街区で三井不動産が「江戸前場下町」を2020年1月に開業し、2024年1月30日まで営業していた。

### 小田原駅東口お城通り地区再開発事業広域交流施設ゾーン整備事業「ミナカ小田原」
2016年12月に神奈川県小田原市が実施した「小田原駅東口お城通り地区再開発事業広域交流施設ゾーン整備事業」の公募型プロポーザルで、優先交渉権者として決定を受けた。
小田原駅東口に、神奈川県西部の「玄関口」となる商業・業務施設と公共・公益施設による複合集客施設を、高層棟は地上14階・地下1階、商業低層棟は地上4階で整備し、ライブラリーとなる図書館機能や子育て支援機能、商業・業務・コンベンション・ホテル・広場・交通の各機能を導入。市が定期借地で貸与する栄町1地内の5,984平方メートル (m2) に当社が設計・施工・管理・運営を行う。
基本協定締結後、2018年1月の定期借地権設定契約締結までに設計を行い同年5月に着工して、2020年12月に開業を迎えた。施設の愛称について2019年7月に一般公募を実施し、同年11月に「ミナカ小田原」に決定した。

## 番組スポンサー
- 徳光和夫 とくモリ!歌謡サタデー（ニッポン放送） - 番組内のコーナー「私だけの記念日」をスポンサー契約している。